# Ignacio Suárez Eytel
Ignacio José Suárez Eytel (Argentina, 14 de enero de 1977) es un abogado, músico y político chileno, miembro del Partido Demócrata Cristiano (PDC). Se desempeñó como subsecretario de Justicia de su país durante el segundo gobierno de Michelle Bachelet entre marzo de 2015 y octubre de 2016.

## Familia y estudios
Nació en Argentina, hijo del periodista Horacio Javier Suárez Molina y Patricia Sylvia Eytel Lagos. Realizó sus estudios superiores en la Facultad de Derecho de la Universidad de Chile, egresando como abogado en 2004, y luego cursó una licenciatura en ciencias jurídicas y sociales. También, efectuó un diplomado en estado de derecho y acceso a la justicia en la misma casa de estudios y en el Instituto Heidelberg del California Western School of Law, Estados Unidos.

## Trayectoria profesional
Ha ejercido su profesión en el sector público y privado, en temas relacionados al derecho administrativo y derecho público. Durante los gobiernos de Michelle Bachelet y Sebastián Piñera entre abril de 2006 y septiembre de 2014, se desempeñó como jefe del Departamento Asesoría Jurídica del Servicio Médico Legal (SML), dependiente del Ministerio de Justicia. Durante su gestión, participó de la redacción de los proyectos de Ley Asociaciones y Participación Ciudadana en la Gestión Pública (2011), en el Proyecto sobre Igualdad (y medidas contra la Discriminación, también conocido como Ley Zamudio, 2012) y la Ley de Radios Comunitarias (2013).
De la misma manera, bajo el gobierno de Ricardo Lagos, ejerció como jefe de la «Unidad Jurídica» de la División de Organizaciones Sociales (DOS) del Ministerio Secretaría General de Gobierno entre 2005 y 2006.
Durante el segundo gobierno de Michelle Bachelet entre septiembre de 2014 y febrero de 2015, fungió como jefe de la «División de Reinserción Social» del Ministerio de Justicia, sirviendo como subsecretario de Justicia en calidad de subrogante (s), desde el 21 de febrero de 2015, tras la renuncia de Marcelo Albornoz Serrano. Asumió la titularidad oficialmente en dicho cargo el 21 de marzo del mismo año, ejerciéndola hasta su renuncia en octubre de 2016.
Entre enero y marzo de 2017, trabajó en el Congreso Nacional como abogado de la bancada del Partido Demócrata Cristiano (PDC), en el cual milita. A inicios de abril de ese año, retornó al gobierno como jefe de «División Jurídica y Legislativa» de la Subsecretaría de Prevención del Delito, ejerciendo esa labor hasta marzo de 2018.
En el año 2019 se integró al área de derecho administrativo del estudio jurídico Abdala & Cia.